# Pennsylvansk vokspors
Pennsylvansk Vokspors (Morella pensylvanica) er en løvfældende busk med en bred, opstigende og tæt forgrenet vækst. Frugterne er små, kuglerunde stenfrugter med et tykt, lysegråt vokslag.

## Beskrivelse
Barken er først lysegrøn og glat, men snart bliver den lysebrun med små, lyse korkporer. Senere bliver den grå med fine lyse furer. Knopperne er spredtstillede og ganske små, knudeformede og lysegrønne til lysebrune. 
Bladene er læderagtige, omvendt ægformede og hele med tandet rand. Oversiden er lysegrøn, mens undersiden er lidt mere grålig. Begge bladsider er forsynet med gullige harpikskirtler. Blomstringen sker i det tidlige forår, kort før løvspring. Planten er sambo, dvs., at han- og hunblomsterstandene er adskilte, men dog på samme plante. Frugterne er små, kuglerunde stenfrugter med et tykt, lysegråt vokslag.
Rodnettet er højtliggende og filtagtigt. Planten er afhængig af samliv med aktinobakterier af slægten Frankia for at kunne trives.
Højde x bredde og årlig tilvækst: 2,00 x 3,00 m (25 x 30 cm/år).

## Hjemsted
Arten er udbredt i det østlige Nordamerika fra Hudsonbugten langs Allegheny-bjergene til midt på sydstaternes atlanterhavskyst. Arten er tolerant overfor de fleste jordbundsforhold, men kræver et lysåbent eller letskygget voksested. 
Plum Island ligger som en barriere foran flere flodmundinger ved delstaten Massachusetts' nordligste kyst. Området mellem øen og fastlandet er en vidtstrakt marsk, mens øen selv består af gamle og yngre sandklitter ud mod Atlanterhavet. Her, dvs. på klitlandskabet, vokser arten sammen med bl.a. Almindelig Giftsumak, Amerikansk Celaster, Amerikansk Nældetræ, Amerikansk Sassafras, Amerikansk Skovstjerne, Amerikansk Stikkelsbær, Aralia nudicaulis (en art af Aralie),  Beg-Fyr, Blåbær (flere arter), Canadisk Bærmispel, Canadisk Kortlæbe, Carex pensylvanica (en art af Star), Carolina-Rose, Farve-Eg, Glansbladet Hæg, Hede-Melbærris', Maianthemum canadense (en art af Majblomst), Morrows Gedeblad, Prunus maritima (en art af Kirsebær, på engelsk: ”Beach Plum”), Rundbladet Sarsaparil, Rød Løn, Skov-Tupelotræ, Vin (flere arter) og Weymouth-Fyr.

## Galleri
|  |  |  |

| Portal | Portal:Botanik |

## Note
1. ↑  Robert Buchsbaum, Tim Puriton og Britta Magnuson (udg.): ’’The Marine Resources of the Parker River-Plum Island Sound Estuary: An Update after 30 Years’’ Arkiveret 23. februar 2017 hos  Wayback Machine - en særdeles grundig (og læsevenlig) gennemgang af forholdene på Plum Island (engelsk)